# Јован III Схоластик
Јован III Схоластик је био патријарх цариградски. Као адвокат рукоположен у чин свештеника, потом постао патријарх 565. године. Писао каноне који су ушли у Номоканон. У време његово унета је у литургију божанствена песма: Иже херувими, а исто тако и Вечери Твојеја Тајнија. Преминуо је 577. године.
Српска православна црква слави га 21. фебруара по црквеном, а 6. марта по грегоријанском календару.